# L'Enfant endormi
Pour plus de détails, voir Fiche technique et Distribution.
L'Enfant endormi est un film belgo-marocain écrit et réalisé par Yasmine Kassari, sorti en 2004.
Le film a reçu plusieurs prix comme le Trophée du premier scénario, décerné par le CNC.

## Synopsis
Dans un petit village de l'Atlas, dans le Nord-Est marocain, le mariage de Zeinab ressemble bien peu à une fête puisque son époux a décidé, avec quelques autres, de partir le lendemain pour entrer clandestinement en Espagne. Aucune possibilité ne leur est offerte au village.
Quelques semaines plus tard, Zeinab se rend compte qu'elle est enceinte. Décidée à attendre son mari et sous la pression de sa belle-mère, elle décide alors d'endormir le fœtus selon une vieille tradition de magie blanche très répandue dans le monde rural maghrébin. Mais le temps passe et l'espoir d'un retour s'amenuise de plus en plus…

## Fiche technique
Sauf indication contraire, les informations mentionnées dans cette section peuvent être confirmées par la base de données cinématographiques IMDb,  présente dans la section « Liens externes ».
- Titre : L'Enfant endormi
- Réalisation : Yasmine Kassari
- Scénario : Yasmine Kassari
- Musique : Armand Amar, Koussan Achod et Levon Minassian
- Photographie : Yórgos Arvanítis
- Montage : Susana Rossberg
- Production : Jean-Jacques Andrien
- Sociétés de production : Les Films de la Drève, Les Coquelicots de l'Oriental
- Société de distribution : Floris Films (France)
- Pays de production :  Maroc,  Belgique
- Langues originales : berbère, arabe dialectal marocain
- Format : couleurs - 1,85:1 - Dolby Digital
- Durée : 95 minutes
- Date de sortie :
  - Italie : 10 septembre 2004 (Mostra de Venise)
  - France : 12 octobre 2004 (Quinzaine du cinéma francophone de Paris) ; 22 janvier 2005 (Festival Premiers Plans d'Angers) ; 28 décembre 2005 (sortie nationale)
  - Belgique : 2 mars 2005

## Distribution
Sauf indication contraire, les informations mentionnées dans cette section peuvent être confirmées par la base de données cinématographiques IMDb,  présente dans la section « Liens externes ».
- Mounia Osfour : Zeinab
- Rachida Brakni : Halima
- Nermine Elhaggar : Siham, la fille de Halima
- Fatna Abdessamie : la grand-mère
- Khamsa Abdessamie : la mère
- Issa Abdessamie : Amziane, l'amant de Halima
- Mimoun Abdessamie : Ahmed, mari de Halima
- Driss Abdessamie : Hassan, mari de Zeinab
- Rabie Kassari : l'instituteur
- Driss Belkasmi : le guérisseur
- Mohamed Abdessamie : le petit garçon
- Mohamed Mokhtari	: le chauffeur du camion rouge
- Hadda Abdessamie : la femme qui prête la caméra
- Siham Darghal : Jemäa
- Halima Driss : la mère de Halima
- Ali Abdessamie : le grand-père
- Mohamed Zerwal : le vieil homme au thé
- Emilia Da Rocha Nogueira Halloy : doublure nu